# Vetenskapsåret 1824

## Händelser
- Niels Henrik Abel trycker en avhandling där han visar att det är omöjligt att lösa den allmänna femtegradsekvationen genom algebraiska operationer.
- Augustin Louis Cauchy bevisar att Eulers stegmetod konvergerar.
- Nicolas Léonard Sadi Carnot analyserar vetenskapligt ångmaskinens effektivtet.
- Joseph Aspdin får patent på Portlandcement.
- Louis Braille, 15 år gammal, utvecklar en blindskrift med sex punkter.
- Jöns Jacob Berzelius identifierar bor som ett grundämne.

## Pristagare
- Copleymedaljen: John Brinkley, irländsk astronom och biskop.
- Rumfordmedaljen: Augustin-Jean Fresnel, fransk fysiker.

## Födda
- 7 februari - William Huggins (död 1910),  brittisk astronom och pionjär inom astronomisk spektralanalys.
- 16 februari - Peter Kozler (död 1879), slovensk kartograf, geograf.
- 12 mars - Gustav Kirchhoff (död 1887), tysk fysiker.
- 13 maj - Abramo Massalongo (död 1860), italiensk botaniker, paleontolog.
- 18 maj - Wilhelm Friedrich Benedikt Hofmeister (död 1877), tysk botaniker.
- 26 juni - Lord Kelvin (William Thompson) (död 1907), brittisk fysiker, matematiker och uppfinnare.
- 28 juni - Paul Broca (död 1880), fransk fysiker och antropolog.

## Avlidna
- 7 mars – Ludwig Wilhelm Gilbert (född 1769), tysk fysiker och kemist.
- 18 november – François Levaillant (född 1753),  fransk ornitolog.
- 21 december – James Parkinson (född 1755), brittisk kirurg, geolog och paleontolog.